# M163 VADS
M163 VADS (англ. M163 Vulcan Air Defense System (VADS)) — зенітна самохідна установка виробництва американської компанії General Electric Company 1960-х років. Конфігурація ЗСУ розроблялась на основі бронетранспортера M113, що озброювалася 20-мм скорострільною шестиствольною авіаційною гарматою з обертовим блоком стволів M61 Vulcan, встановленої у невеликій башті над корпусом, та радіолокаційною системою AN/VPS-2 для управління вогнем. M163 був розроблений для посилення підрозділів ППО, озброєних зенітно-ракетними комплексами M48 «Чапаррел» і для забезпечення сухопутних військ засобами протиповітряної оборони. Величезна вогнева міць 20-мм гармати також широко використовувалася проти наземних цілей.

## Зміст
Зенітна самохідна установка M163 розроблялася як доповнення до системи протиповітряної оборони загальновійськових формувань, оснащених самохідними зенітно-ракетними комплексами M48 «Чапаррел». 1968 році установка почала надходити на озброєння армії США. Протягом кінця 80-х — початку 90-х років M163 VADS в основному використовувався як наземна зброя, оскільки він більше не був ефективним проти сучасних і швидкісних літальних апаратів. На початку 1980-х M163 VADS планувалося замінити на сучасні було замінено на M247 Sergeant York, проте цей проєкт був скасований. Урешті-решт його замінили M1097 Avenger та M6 Linebacker.
M163 VADS оснащений 20-мм скорострільною шестиствольною авіаційною гарматою M168 виробництва компанії General Dynamics з обертовим блоком стволів, що є модернізацією M61 Vulcan. Гармата має надзвичайно високу швидкість вогню, до 3 000 снарядів за хвилину осколково-запалювально-трасуючими снарядами по повітряних цілях. Вогонь ведеться короткими чергами по 10, 30, 60 або 100 снарядів. Може вести вогонь безперервно при 1000 постр./хв.
M163 Vulcan оснащений далекоміром та системою управління вогнем. Алюмінієва броня M163 забезпечує захист від вогню стрілецької зброї та осколків артилерії.
Екіпаж бойової машини чотири особи: командир, навідник, заряджаючий та водій.

## Країни-експлуатанти

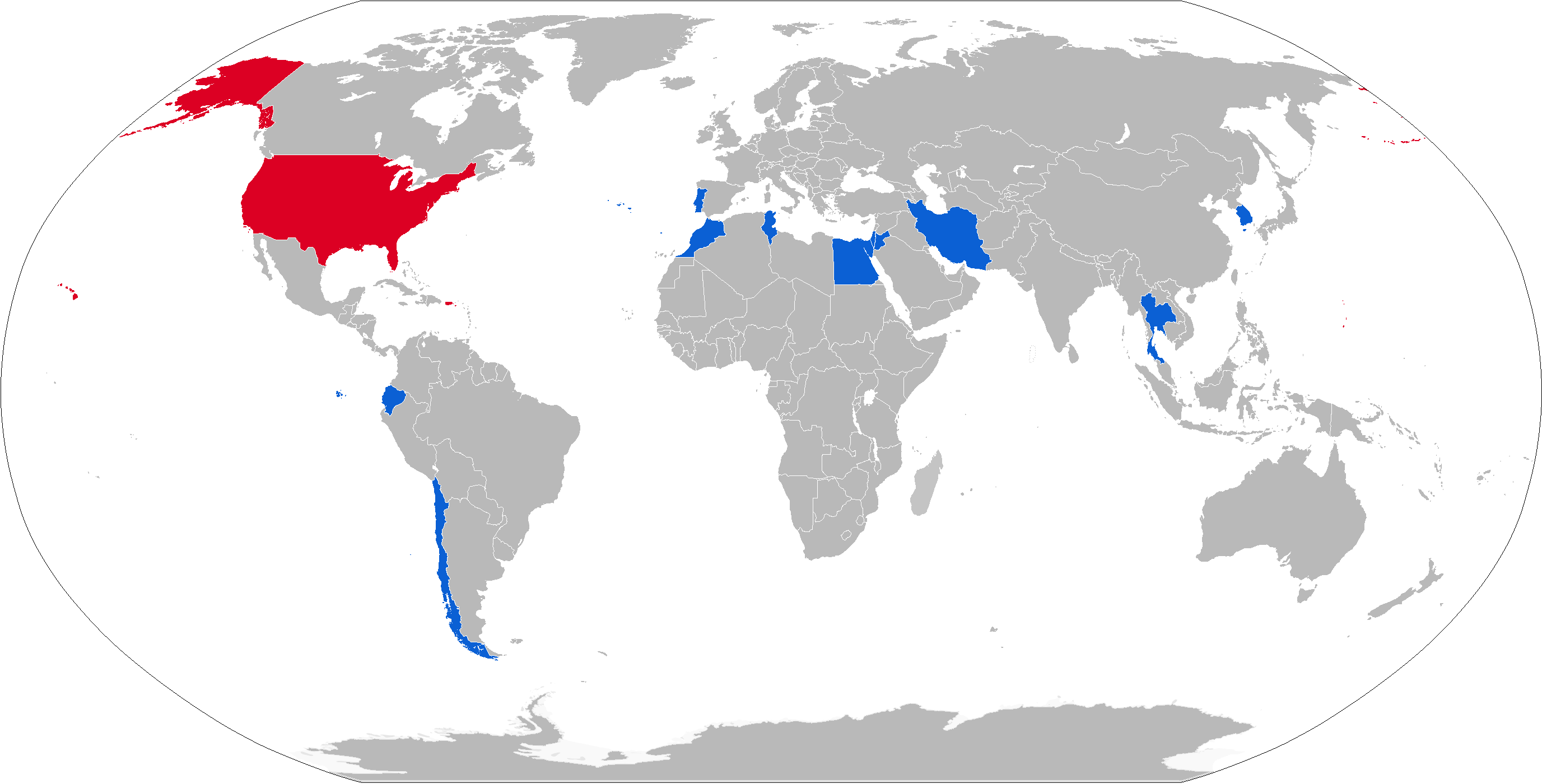
Оператори M163 виділені синім кольором, колишні — червоним

### Перебуває на озброєнні
- Сухопутні війська Чилі
- Сухопутні війська Еквадору
- Сухопутні війська Єгипту — 108 од.
- Сухопутні війська Ірану
- Сухопутні війська Йорданії — 120 од.
- Сухопутні війська Марокко
- Сухопутні війська Таїланду — 24 од.
- Сухопутні війська Тунісу
- Сухопутні війська Південної Кореї

### Колишні
- Армія США
- Португальська армія
- Сухопутні війська Ізраїлю

## Відео
- M163 SP Vulcan Air Defense System (VADS) Battery Operations [Архівовано 5 жовтня 2019 у Wayback Machine.]